# BNP Paribas Personal Investors
BNP Paribas Personal Investors a Espanya (marca de «BNP Paribas S.A. Sucursal en España») és una societat d'intermediació de productes d'inversió fundada l'1 de gener de 2015, resultat de la fusió per absorció de BNP Paribas S.A. sobre «Cortal Consors S.A.» A finals de 2014 disposaba de 11.000 clients particulars i va aconseguir un volum negociat de mes de 82.000 milions d'Euros i una quota de mercat del 4,64%.